# Frontera entre Albania y Grecia
La frontera entre la República de Albania y la República Helénica es una frontera formal reconocida por ambos países y por la esfera internacional. Esta frontera es una de las fronteras de la Unión Europea, al ser Grecia un estado miembro, mientras que Albania no, aunque se encuentra en el proceso de adhesión.
Históricamente, la frontera entre los territorios albaneses y los territorios helénicos ha estado definido tanto en los tiempos de estados independientes como de estados dependientes en la zona del antiguo Epiro.
La frontera actual data de la firma del Tratado de Florencia en 1913, una ratificación del Tratado de Londres del mismo año, en el que se reconoce el territorio de Epiro Septentrional bajo soberanía albanesa por ambos estados. Con la independencia de Montenegro y su reconocimiento internacional como estado soberano, las fronteras con la vecina Albania fueron ratificadas de nuevo junto a su reconocimiento

## Características

### Frontera principal
La frontera albanogriega se extiende a lo largo de 282 kilómetros, al noroeste de Grecia y al sur de Albania. Comienza en el oeste sobre el Jónico en los estrechos de Corfú. La frontera continua rumbo este atravesando la sierra Grammos y continuando al noreste hasta el lago Prespa, donde se junta con la frontera con Macedonia del Norte en un punto conocido como "Triethnes" (Tres naciones).

### Divisiones administrativas
Divisiones administrativas de oeste a este, cruzando la frontera:
- Grecia (Periferias)
  - Periferia de Islas Jónicas (Desde el plan Calícrates de 2011: Unidades periféricas)
    - Unidad periférica de Corfú (Desde el plan Capodistrias de 2010: Municipios)
      - Corfú

  - Periferia de Epiro
    - Unidad periférica de Tesprotia
      - Filiates

    - Unidad periférica de Ioánina
      - Pogoni
      - Konitsa

  - Periferia de Macedonia Occidental
    - Unidad periférica de Kastoriá
      - Nestorio
      - Kastoriá

    - Unidad periférica de Flórina
      - Prespes
- Albania (Condados)
  - Condado de Vlorë (1913-2000: Distritos; 2000-hoy: Municipios)
    - Municipio de Konispol
    - Municipio de Finiq

  - Condado de Gjirokastër
    - Municipio de Drópolis
    - Municipio de Përmet

  - Condado de Korçë
    - Municipio de Kolonjë
    - Municipio de Devoll

### Lago Prespa
Los lagos Prespa son dos lagos de agua dulce, el «Ocrida» u «Ohrid» al norte y el «Prespa» al sur. El segundo de ellos, el más meridional, es una frontera natural compartida entre los estados de Albania, Grecia y Macedonia del Norte. Es considerado un punto de interés militar por parte de Grecia.

## Historia
La frontera actual data de la firma de los tratados de Londres y Florencia en 1913 tras las guerras balcánicas. En el tratado, se acabó acordando el reconocimiento del Principado de Albania, que sería reconocido tras un periodo de independencia tutelada bajo un gobierno provisional. El Reino de Grecia aumentó considerablemente su territorio, al punto de que los reinos de Serbia, Bulgaria y Rumania no quedasen del todo conformes. Este aumento territorial se ratificó en el Tratado de Bucarest firmado posteriormente al de Londres y previo al de Florencia.
El único territorio en disputa entre ambos países fue Epiro Septentrional, que se reconoció como parte de Albania, aunque Grecia tenía sentimientos irredentos sobre él, al igual que sobre la Alta Macedonia, que quedó en manos serbias. En 1914, Grecia comenzó conversaciones con Francia y el Reino Unido para que estos aprobasen y apoyasen públicamente su ocupación y posterior control sobre el Epiro del Norte, aunque inicialmente se pusieron a favor para asegurar el apoyo griego a la causa de la Triple Entente, más tarde el mismo año retiraron el apoyo al considerarlo una quimera capaz de provocar otro conflicto en los Balcanes.
Durante la Primera Guerra Mundial, la mayor parte del Principado de Albania fue ocupada por las potencias centrales. Fue liberada en 1918 por una campaña conjunta de Italia, Francia y Grecia, siendo las unidades italianas y las francesas las ocupadas del frente albano, mientras que las griegas junto a otras italianas y francesas avanzaron en el frente serbio. En el período de entreguerras la frontera albano-griega se modificó por la ocupación griega del Epiro Septentrional, aunque finalmente, el reino de Grecia sucumbió a la presión internacional y abandonó la ocupación del territorio en 1923, volviendo a las fronteras firmadas en Florencia.
Ambos estados fueron ocupados por las potencias del Eje durante la Segunda Guerra Mundial. En el caso albanés, fue ocupado por el Reino de Italia, convirtiéndolo en un estado satelital, mientras que Grecia fue ocupada por las fuerzas del Imperio alemán, convirtiéndole en un estado títere del régimen nazi. Tras la caída del régimen de Mussolini y el cambio de bando de Italia en septiembre de 1943, los alemanes estacionados en los Balcanes avanzaron sobre Albania y sustituyeron las autoridades italianas por una autoridad militar alemana que gobernase el país. En octubre del año siguiente el país sería liberado durante el avance final contra el Imperio alemán en el frente de los Balcanes; mientras que en el caso griego, la liberación fue directamente en 1944, concretamente el 12 de octubre, día en que los alemanes se retiran de Grecia, recuperando esta su independencia, así como Albania al retirarse también las tropas alemanas del país.
Durante las Conferencias de París de 1946 la frontera albanogriega se respetó debido a que los dos países habían vuelto al statu quo territorial que poseían previo a la guerra. La frontera se ha mantenido intacta desde entonces.

## Principales pasos fronterizos

Cartel de entrada a Grecia.

Todas los pasos están expresados con la localidad albanesa a la izquierda y la griega a la derecha:
- Por Kakavijë - Ktismata (Pogoni) (Paso principal, conocido como Paso de Kakavia)
- Por Kapshticë o Bilisht (ambos en Devoll) – Krystallopigi (Prespes) (Segundo más importante)
- Por Qafë Botë (Konispol) – Sagiada (Filiates)
- Por Tre Urat (Përmet) – Melissopetra (Konitsa)
- Por Sopik (Dropull) - Drymades (Filiates (Solo para peatones. No es frecuente)
- Por Rips (Finiq) – Ampelonas (Filiates) (Solo para peatones. No es frecuente)